# 保原駅
保原駅（ほばらえき）は、福島県伊達市保原町字東野崎にある阿武隈急行線の駅である。キャッチフレーズは、「果物の里、ファッションニットの町」。

## 歴史
- 1988年（昭和63年）7月1日：開業[1][2]。

## 駅構造

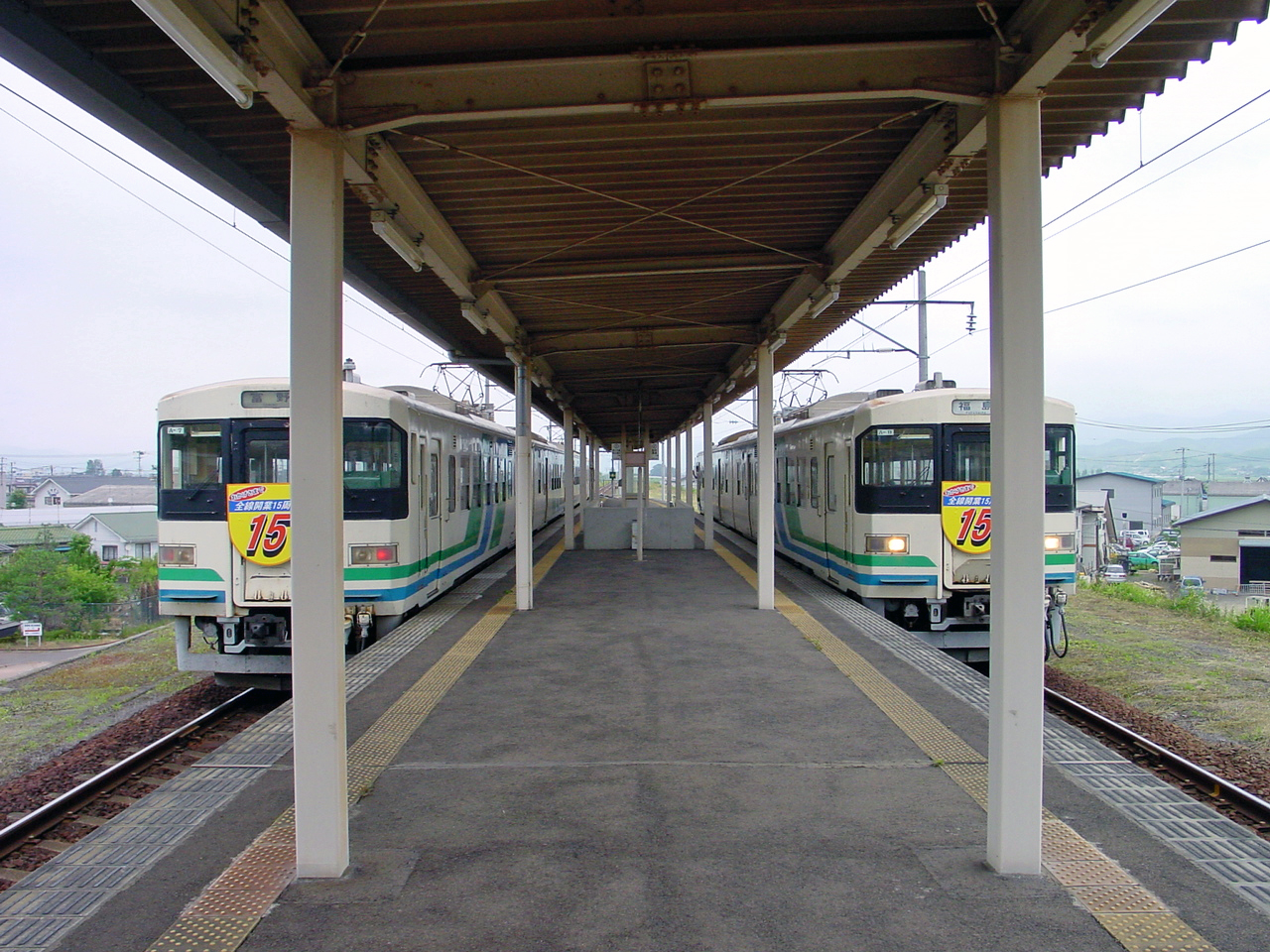
ホーム（2003年7月）

島式ホーム1面2線を有する地上駅。上り本線側に保守基地線があり、横取り装置が設置されている。
構内の設備・施設
- 自動券売機（2台）
- 窓口
- 伊達市観光物産協会（売店、観光案内所）
- 保原駅コミュニティーセンター

## 利用状況
- 阿武隈急行 - 2016年度の1日平均乗車人員は、542人である[3]。
- 近年の乗車人員は以下の通りである（いずれも1日平均）。

| 乗車人員推移 | 乗車人員推移     |
| 年度         | 一日平均乗車人員 |
| ------------ | ---------------- |
| 2000         | 693              |
| 2001         | 655              |
| 2002         | 603              |
| 2003         | 559              |
| 2004         | 545              |
| 2005         | 548              |
| 2006         | 540              |
| 2007         | 508              |
| 2008         | 540              |
| 2009         | 507              |
| 2010         | 477              |
| 2011         | 434              |
| 2012         | 548              |
| 2013         | 570              |
| 2014         | 581              |
| 2015         | 544              |
| 2016         | 542              |

## 駅周辺
伊達市保原町の市街地からは少し離れており、郊外型店舗が並ぶ。その保原町の市街地には福島交通保原バスセンターがある。1971年（昭和46年）に廃止された福島交通飯坂東線の保原駅で、軌道線の廃止後「バスセンター」に改称された。駅の南側には工業団地がある。
- 保原郵便局
- 福島信用金庫保原支店
- 福島銀行保原支店
- 大東銀行保原支店
- 農産物直売所こらんしょ市場
- コープマート保原
- 福島県立伊達高等学校 - 最寄り駅の1つ。青春夢通り沿いに建つ。
- 野崎寺観音 - 信達三十三観音 第25番札所[4]
- 国道349号
- 福島県道4号福島保原線
- 福島県道317号山口保原線
- 青春夢通り - 国道349号と福島県道4号線を結ぶ道路の愛称。
- 西友保原店

## バス路線
駅前に「保原駅」停留所があり、福島交通の伊達・上ケ戸経由掛田線（福島駅東口 - 掛田駅前）と月の輪経由保原線（福島駅東口 - 保原バスセンター）が経由する。

## その他
- かつての伊達郡役所を再現した駅舎を有するとして2002年（平成14年）、東北の駅百選に選定された。駅舎の風格にあわせてか、旧型の丸ポストが現存している。
- 伊達市役所本庁舎が旧保原町に設置されたことから、JTB時刻表では、当駅が「市の代表駅」の扱いを受ける[注釈 1]。

## 隣の駅
阿武隈急行
■阿武隈急行線
上保原駅 - 保原駅 - 大泉駅